# تقسيم زنجبار عن عمان 1856-1861
أزمة الحكم بسلطنة عمان حصلت بعد وفاة سلطان عمان السيد سعيد بن سلطان عام 1856م حيث تنازع على الحكم اثنان من أبنائه وهما ماجد بن سعيد وثويني بن سعيد، وقد أدى ذلك النزاع الذي كاد أن يتحول إلى نزاع مسلح إلى تقسيم تلك الدولة القوية بتآمر من قبل الإنجليز إلى دولتين، إحداهما تحكم الجانب الأفريقي وهي سلطنة زنجبار وبزعامة السلطان ماجد بن سعيد والأخرى تحكم الجانب الآسيوي وهي سلطنة عمان بزعامة السلطان ثويني بن سعيد. وقد استمرت تلك الأزمة من الفترة 1856 إلى 1861 بعد التحكيم الإنجليزي بتقسيم السلطنة إلى دولتين.

## تمهيد
امتد نفوذ السلطنة العمانية من بحيرات إفريقيا الوسطى غرباً حتى مشارف شبه القارة الهندية شرقاً كانت محصلة لجهود سلطان عمان السيد سعيد بن سلطان, وتتويجاً لعلاقة السيد سعيد الحميمة مع إفريقيا فقد قرر الإقامة في زنجبار بوصفها العاصمة الثانية لدولته المترامية يعد قرارا خطيرا وخصوصا أن المسافة بين العاصمتين تبلغ 2500 ميل والوصول من عُمان إلى زنجبار تحكمه حركة الرياح الموسمية.
فقد كان من المستحيل أن تسيطر حكومة عُمان سيطرة فعلية على ممتلكاتها البعيدة في شرق إفريقيا إلا بإتخاذها ذلك القرار. وكانت سياسة السيد سعيد الرامية إلى تدعيم نفوذه في ممتلكاته الجديدة، أهم الأسباب التي دعته إلى نقل بلاطه من بلاد العرب إلى زنجبار في سنة 1248هـ / 1832م، حيث ظل مقيما بها بقية حياته.
على أن السيد سعيد كان يعمل على تسيير دفة الأمور الخاصة بعُمان وهو بعيد عنها، فكان يضطر كثيرا لمغادرة زنجبار لمواجهة المشاكل الناجمة في عُمان وحلها ورغم أنه أقام فترة طويلة في زنجبار، فقد ظلت زنجبار طيلة الحكم الطويل للسيد سعيد تابعة لمسقط رسمياً. يذكر إلى انه قبل عصر السيد سعيد كان معظم سكان جزيرة زنجبار من السواحلية ولكن في ظل الدولة الجديدة كثرت وفود العرب للإقامة فيها، ذلك أن السيد سعيد كان قد شجع هؤلاء العرب على الهجرة إلى جزيرة بمبا و زنجبار. ولاشك أن الدافع الاقتصادي كان أقوى الدوافع التي جعلت السيد سعيد يفضل الإقامة بصفة دائمة في جزيرة زنجبار، والواقع أنه لم يكن هناك مكان آخر في تلك السلطنة أكثر ملائمة لتنفيذ سياسته الاقتصادية من هذه الجزيرة.
ولذلك انتقل إليها ولم ينتقل إلى ممباسا أو كيلوا أو غيرها من المدن الهامة في شرق أفريقيا. وعلى أيّة حال فقد أكد السيد سعيد منذ البداية بأن التنمية الاقتصادية تعنيه كما يعنيه استتباب نظام الحكم والأمن والاستقرار، ومن المرجح أن يكون أول من أدخل زراعة القرنفل إلى زنجبار وتطويرها حتى أصبحت في أواخر القرن التاسع عشر من أهم المنتجين على مستوى العالم .

## وفاة السيد سعيد بن سلطان
قبل وفاة السلطان سعيد، كان قد أبلغ الإنجليز بتاريخ 23 يوليو 1844 قائلا بأنه سوف يعين كلا من خالد وثويني أبناؤه كسلاطين من بعده واحدا تلو الآخر، مبعدا إبنه الأكبر هلال بسبب تعاطيه الكحول. وقد توفي خالد عام 1854 فأخذ أخوه الأصغر ماجد مكانه، وبعدها بسنتين توفي السلطان سعيد عام 1856م، الذي بوفاته بدأت نقطة تحول خطيرة في تاريخ هذه الإمبراطورية العملاقة. لقد أضحى لكل من الأخوين نفوذه الكامل على إقليمه، وبمبادرة من ماجد عين محمد بن سالم مبعوثاً للسلطان ثويني لدى أخيه في زنجبار، وقد قام بمحادثات أدت إلى تعهد ماجد بدفع أربعين ألف ريال نمساوي لأخيه ثويني في عمان كتعويض عادل لحاجة ثويني الماسّة إلى المال، إلا أن هذا المبلغ لم يستمر لأن ماجد يعتقد أنه إنما يعطي أخاه كمساعدة وليس جزية كما يعتقد السلطان ثويني، لذا سارع ثويني بإصدار إعلان 1856م أكد فيه إنه الحاكم الفعلي والشرعي لجميع ممتلكات عمان بما فيها إقليم زنجبار وتفاقم الصراع بين الأخوين حتى جرّد ثويني حملة عسكرية لمواجهة أخيه في زنجبار إلا أن الإدارة البريطانية في الهند أوقفت الحملة ودعت الأخوين إلى عرض المشكلة للتحكيم واستدعى الأمر تشكيل لجنة تحقيق سنة 1861م ووافق الأخوان على أن تكون توصيات اللجنة ملزمة للطرفين وانتهت اللجنة إلى قرار بتقسيم الإمبراطورية العمانية إلى جزأين منفصلين آسيوي وإفريقي كما أقرت اللجنة بأن يدفع ماجد المبلغ المتفق عليه لأخيه إضافة إلى الأقساط المتأخرة التي بلغت ثمانين ألف ريال نمساوي.

### ما بعد التحكيم
أضعف هذا القرار من إمكانات عمان التي أصبحت إقليمين منفصلين، وخاصة بعد أن استولى ماجد على جميع السفن التجارية والحربية التي كانت راسية في زنجبار عشية وفاة والده السيد سعيد والتي تمثل الجزء الأكبر من إمكانات الإمبراطورية العمانية مما أدى إلى تدهور ملحوظ في إمكانات عمان الاقتصادية وخصوصاً أن كثير من التجار انتقلوا برؤوس أموالهم إلى زنجبار بعد عام 1861م.
ويلاحظ أن الطابع الأفريقي أخذ يغلب على سلطنة زنجبار في عهد السيد ماجد نتيجة لانقطاع الصلة بالوطن الأم، وقد ساعدت سياسة ماجد على تحقيق هذه النتيجة، فقد اتخذ بعض الإجراءات التي أدت إلى إضعاف الصلات بين زنجبار ومسقط ففي عام (1281هـ / 1864م) منعت سفن مسقط من الملاحة في مياه زنجبار إلا إذا أبرزت أوراقا تثبت أنها تتجر في سلع شرعية، كما كتب إلى مشايخ الخليج بأن لا يرسلوا سفنهم بعد ذلك إلى زنجبار، كما حرم السيد ماجد على سكان زنجبار تأجير المساكن للتجار العرب الآتين من شبه الجزيرة العربية، وأخيراً أوقف السيد ماجد الهدايا التقليدية التي كان يقدمها السلاطين لقبائل عُمان، مما يدل على انصرافه نهائيا عن فكرة توحيد السلطنة التي أقامها والده السيد سعيد بن سلطان
ولقد كانت عملية تقسيم السلطنة العُمانية هي التي أثارت المشكلات، لأن عدم دفع زنجبار الإعانة السنوية لمسقط جعل الأخيرة غير قادرة على دفع قيمة إيجار بندر عباس إلى فارس، مما حدا بفارس إلى محاولة استعادة هذا الميناء ثم محاولة القيام بنشاط بحري واسع في الخليج. وكان من نتائج ذلك تزايد وتكريس النفوذ البريطاني في المنطقة.

### المحاولة الثانية للاندماج
الجدير بالذكر أن السيد تركي والسيد برغش أصبحا على علاقة ودية طيبة منذ الوقت الذي تعهدت فيه الحكومة البريطانية بضمان دفع معونة زنجبار، وقد أدت هذه العلاقة الودية إلى أن اقترح السيد تركي فعلا في سنة (1297 هـ/1880 م) أن يتنازل عن حكم عُمان للسيد برغش
وقد انزعجت حكومة الهند لهذه الأنباء أيما انزعاج وأرسلت إلى روس المقيم البريطاني في الخليج لتحري هذا الأمر، ورد عليها أنه قد تم فعلا اتصالات ومفاوضات بين السيد تركي بن سعيد وأخوه السيد برغش، وأن هذا الموضوع أصبح سائدا بين الناس، فأصدرت حكومة الهند تعليماتها لوكيلها السياسي بأنها ستتدخل في حالة وقوع محاولة لإعادة الوحدة بين عُمان وزنجبار. وهذا يوضح لنا مدى تخوف بريطانيا من اتحاد الدولة العُمانية مرة أخرى، ويبدو أن بريطانيا ضغطت على السيد تركي حتى لا يتنازل عن حكم عُمان، لأنها كانت تعلم أنه من الممكن أن يتخلى فعلا عن الحكم، لأن له سابقة في ذلك عندما ترك الأمر لأخيه عبد العزيز. وبذلك قضى على آخر أمل في إمكان إقامة تلك السلطنة الأفريقية العربية مرة أخرى
استمر الشقيقان بعد أن فشلت فكرة الاتحاد على علاقة طيبة وكانا يتبادلان الهدايا، فقد أهدى السيد برغش شقيقه في سنة (1302 هـ / 1884 م) 22 ألف روبيه كمعونة في مواجهة الحركات الداخلية في عُمان في العام السابق، وفي سنة (1304 هـ / 1886 م) أهداه السفينة البخارية (سلطاني) واليخت (دار السلام)، وفي منتصف عام (1305 هـ / مارس سنة 1888 م) قام برغش بزيارة عُمان وقضى أسبوعا في ينابيع بوشر الحارة أملا في أن يتخلص من مرض أصابه وعامله تركي بمودة واحترام كبيرين، وتلقى منهم بعد ذلك هدية قدرها خمسون ألف ربية، ومات الشقيقان بعد ثلاثة أشهر من لقائهما الأخير.